# اضطهاد شهود يهوه
على مر التاريخ أثار شهود يهوه في معتقداتهم ومذهبهم وممارساتهم جدلًا ومعارضة بين الحكومات والمجتمعات المحلية والجماعات الدينية. وتعد العديد من الطوائف المسيحية تفسيرات ومذاهب شهود يهوه ابتداعيه، وقد وصفها بعض أساتذة الدين بأنها طقس ديني.
وفقًا لأستاذ القانون في الولايات المتحدة أرشيبالد كوك، كان شهود يهوه من الضحايا الرئيسيين للاضطهاد الديني، إذ بدأوا بجذب الانتباه وإثارة القمع في ثلاثينيات القرن العشرين، عندما ازدادت أعدادهم التبشيرية بسرعة كبيرة. إن الموقف السياسي والعداء الديني ضد شهود يهوه في معظم الأوقات أدى إلى اعتداءات الغوغاء والقمع الحكومي في الكثير من البلدان، متضمنةً كوبا والولايات المتحدة وكندا وسنغافورة وألمانيا النازية. أدت عقيدة الحياد السياسي لهذه الطائفة إلى سجن الأعضاء الذين رفضوا التجنيد، مثلًا في بريطانيا خلال الحرب العالمية الثانية، ولاحقًا خلال فترة الخدمة الوطنية الإلزامية.
خلال الحربين العالميتين استُهدف شهود يهوه في الولايات المتحدة وكندا والعديد من البلدان الأخرى لرفضهم الخدمة في الحرب أو المساعدة في جهود الجيش. وفي كندا اعتُقل شهود يهوه في المخيمات إلى جانب المنشقين السياسيين من أصول يابانية وصينية. وكذلك حُظرت جماعة شهود يهوه في الاتحاد السوفيتي السابق وإسبانيا، لرفضهم أداء الخدمة العسكرية. إن نشاطاتهم الدينية محظورة حاليًا أو مقيدة في العديد من البلدان، مثل سنغافورة والصين وفيتنام[بحاجة لمصدر] وروسيا والكثير من الدول ذات الأغلبية المسلمة.[بحاجة لمصدر]

## حسب البلد

### بلغاريا
كان شهود يهوه هدفًا لعنف الجماعات القومية اليمينية مثل الحركة الوطنية البلغارية. في 27 أبريل 2011، طوقت مجموعة من الرجال المقنعين نحو 60 رجلًا كانوا يحملون الأعلام في ذكرى وفاة المسيح، في قاعة المملكة في بورغاس، حيث ألقى المهاجمون الحجارة وأتلفوا الأثاث وأصابوا على الأقل خمسة أشخاص من المجتمعين في الداخل، وقد سجلت هذه الحادثة محطة التلفزيون المحلية. غُرم شهود يهوه لقيامهم بالتبشير دون تصاريح حكومية، ولدى بعض البلديات تشريعات تحظر أو تقيد حقوقهم في إلقاء الخطابات الدينية.

### كندا
أعلنت كندا عددًا من الوثائق المصنفة سابقًا بأنها سرية، التي كشفت بعض مما حدث في أربعينيات القرن الماضي. سنة 1984 أُرسل شهود يهوه من الشباب المتمتعين بإمكانيات جسدية إلى المعسكرات، وسُجنت جميع الأسر التي مارست عقيدتهم. وفقًا لتقرير سنة 1984، تشير وثائق الحرب إلى أن تلك الفترة اتسمت بالتعصب السياسي والقمع. وصفت الحكومة الفيدرالية شهود يهوه بأنهم متعصبون دينيون مخربون ومسيئون، وذلك ضمن تقارير سرية قُدمت للبرلمان عام 1942. وخلصت إلى أنه قد لا توجد أي منظمة أخرى مسيئة للغاية في أساليبها وتعمل تحت ستار المسيحية كما تفعل هذه الجماعة. إذ قدمت وزارة العدل الوثائق التي أعدتها إلى لجنة خاصة بمجلس العموم شكلتها حكومة وليام ليون ماكنزي، في محاولة لتبرير حظر المنظمات خلال الحرب العالمية الثانية.

### الصين
وفقًا لمجله Winter Bitter المعنية بالحريات الدينية وحقوق الإنسان في الصين، تُعد أنشطة شهود يهوه في الصين غير قانونية. وقد أفادت التقارير عن ترحيل المبشرين الأجانب ومداهمة منازل الأعضاء، وأبدى الأعضاء قلقهم من ملاحقة الشرطة. وأفادت التقارير أيضًا أن موقع الصين الرسمي المناهض للطائفية يدعم رسميًا حظر روسيا للطائفة، مشيرًا إلى وجوب السيطرة الصارمة على المجموعة أو حتى حظرها.
تروي المبشرة الكندية-الأمريكية السابقة أمبر سكور عن رحلتها هي وزوجها للتبشير غير القانوني في الصين. إذ قالت إنها احتاجت إلى تزوير طلب تأشيرة الدخول إلى البلاد، والكذب على زملاء العمل حول سبب هجرتها إلى هناك، وتصف كيف يُضطر شهود يهوه المحليين إلى الاجتماع سرًا في مكان مختلف كل أسبوع، بدعوات شفهية فقط. وكذلك تصف كيف يفحصون المتحولين المحتملين للتحقق من عدم وجود علاقات أو ميول شيوعية.

### كوبا
في ظل النظام الشيوعي لفيدل كاسترو، كان شهود يهوه يُعدون «منحرفين اجتماعيين» إلى جانب المثليين والمتشردين والعديد من المجموعات الأخرى. إذ أُرسلوا إلى معسكرات العمل القسري ليُعاد تأهيلهم. وفي يوليو 1947 حُظرت الجماعة رسميًا وأُغلقت كنائسهم، وسُجن الأعضاء الذين رفضوا الخدمة العسكرية مدة 3 سنوات وأيضًا بسبب رفض أولادهم أداء تحية العلم.

### إريتريا
في إريتريا، سلبت الحكومة شهود يهوه حقوقهم السياسية والمدنية سنة 1994 بعد رفضهم المشاركة في التصويت والخدمة العسكرية، وأُلقي القبض على أعضاء من مختلف الأعمار لمشاركتهم في الاجتماعات الدينية. في 24 سبتمبر 1994، أُلقي القبض على بولوس إياسو ونجيدي تيكلي ميريام وإسحاق موغوس، وسُجنوا دون محاكمة. في يناير 2019 سُجن 53 شاهدًا، وكانت الجماعات الحقوقية الدولية على علم بوضع شهود يهوه في إريتريا، إذ دعت السلطات الإريترية مرارًا لإنهاء الاضطهاد. وذُكر سنة 2001 أن أربعه قد لقوا حتفهم بسبب سوء المعاملة.

### فرنسا
قبل الحرب العالمية الثانية، حظرت الحكومة الفرنسية جمعية شهود يهوه في فرنسا وأمرت بإخلاء مكاتب «جمعية برج المراقبة». وبعد الحرب جدد شهود يهوه نشاطهم في فرنسا. وفي ديسمبر 1952، حظر وزير الداخلية الفرنسي مجلة برج المراقبة متذرعًا بموقفها من الخدمة العسكرية، ورُفع الحظر في 26 نوفمبر 1974.
في التسعينيات والعقد الأول من القرن الحادي والعشرين أدرجت الحكومة الفرنسية شهود يهوه في قائمة «الطوائف» وأدلى الوزراء الحكوميون بتصريحات علنية مهينة لشهود يهوه. ورغم مرور قرن على نشاطهم في البلاد، عارضت وزارة المالية الفرنسية الاعتراف الرسمي بالطائفة، حتى 23 يونيو 2000، حين قضت المحكمة العليا الفرنسية باعتبار شهود يهوه دينًا معترفًا به بموجب القانون الفرنسي. سعت وزارة الداخلية لجمع 60% من التبرعات المُقدمة إلى كيانات الطائفة، ووصف شهود عيان الضريبة بالمصادرة، وناشدوا المحكمة الأوروبية لحقوق الإنسان. وفي 30 يونيو 2011 حكمت المحكمة الأوروبية بأن تصرفات فرنسا تنتهك الحرية الدينية لشهود يهوه من خلال المطالبة بـ 58 مليون يورو من الضرائب.
وكذلك أفاد شهود يهوه بتعرضهم للعديد من الهجمات الإجرامية ضد أتباعهم وأماكن العبادة الخاصة بهم.

#### الأراضي التابعة لفرنسا
خلال حظر برج المراقبة في فرنسا، استمر إصدار المجلة في مختلف الأقاليم الفرنسية. في بولينيزيا الفرنسية، نُشرت المجلة سرًا تحت اسم La Sentinelle، مع أنه عُرف لاحقًا أن برج المراقبة لم يُحظر محليًا. في لا ريونيون، صدرت المجلة باسم Bulletin intérieur.

### الهند
وثق المكتب الإعلامي لشهود يهوه عددًا من هجمات الغوغاء في الهند. تكشف الاعتداءات -وفقًا لتصريحهم- عن حالة العداء في البلاد ضد مواطنيها المسيحيين. في مدينة دافانجير في 20 ديسمبر 2010، حاول حشد من الغوغاء الاعتداء على امرأتين واقتحموا منزل أحد الشهود حيث احتمت السيدتان، وأحدثوا اضرارًا بالممتلكات إضافةً إلى الاعتداء على الشهود. وعندما وصلت الشرطة ألقت القبض على الشهود واتهمتهم بالتجديف.
وفي حادثة أخرى، في 6 ديسمبر 2011 تعرض ثلاثة شهود للاعتداء على أيدي حشد في ماديكري بولاية كارناتاكا. إذ تعرضوا للضرب والجذب نحو معبد قريب في أثناء إبداء ملاحظات بذيئة، وقد حاول الغوغاء تمزيق ملابس الشهود. بحسب ما جاء في التقرير جاءت الشرطة ونقلت الشهود الثلاثة إلى مركز الشرطة ووجهت إليهم تهمًا بدلًا من الغوغاء. وفي يوليو 2012 اعتدت مجموعة من 15 رجلًا على أربعة شهود في مدينة ماديكري، نُقلت المجموعة إلى قسم الشرطة ووُجهت إليهم تهمة «إهانة معتقد طائفة أخرى» قبل أن يُطلق سراحهم بكفالة.

### مالاوي
سنة 1967، تعرض الآلاف من الشهود للضرب والقتل على يد الشرطة والعديد من المواطنين لرفضهم شراء بطاقات الأحزاب السياسية وأن يصبحوا أعضاءً في حزب المؤتمر في مالاوي، رغم أن موقفهم من عدم الاشتراك في السياسة في عهد الاستعمار كان يُنظر إليه أنه موقف وطني، عُدت هذه المنظمة غير قانونية حسب قانون العقوبات وطُرد الأعضاء الأجانب من البلاد وتم تكثيف الاضطهاد الاقتصادي والمالي، وبعد اجتماع حزب المؤتمر في ملاوي في سبتمبر 1972، الذي نص في جزء منه على وجوب فصل جميع الشهود من عملهم، وأي شركة لا تلتزم بهذه التعليمات يُلغى ترخيصها. بحلول نوفمبر 1973 فر نحو 21000 من شهود يهوه إلى زامبيا المجاورة. وفي عام 1993 مع الانتقال إلى نظام التعددية الحزبية وتغيير القيادة، رُفع الحظر الحكومي عن التنظيم في البلاد.